# Албіон (Айдахо)
Албіон (англ. Albion) — місто в окрузі Кассія, штат Айдахо, США. Згідно з переписом 2010 року населення становило 267 осіб, що на 5 осіб більше, ніж 2000 року. Є частиною агломерації Берлі. Від 1879 до 1918 року Албіон був окружним центром округу Кассія.

## Географія
Албіон розташований за координатами 42°24′34″ пн. ш. 113°34′48″ зх. д. / 42.40944° пн. ш. 113.58000° зх. д. (42.409577, -113.580012).  За даними Бюро перепису населення США в 2010 році місто мало площу 1,22 км², уся площа — суходіл.

### Клімат
| Клімат : Албіон       | Клімат : Албіон | Клімат : Албіон | Клімат : Албіон | Клімат : Албіон | Клімат : Албіон | Клімат : Албіон | Клімат : Албіон | Клімат : Албіон | Клімат : Албіон | Клімат : Албіон | Клімат : Албіон | Клімат : Албіон | Клімат : Албіон |
| Показник              | Січ.            | Лют.            | Бер.            | Квіт.           | Трав.           | Черв.           | Лип.            | Серп.           | Вер.            | Жовт.           | Лист.           | Груд.           | Рік             |
| Середній максимум, °C | 3,4             | 5,4             | 9,6             | 15,3            | 19,6            | 24,3            | 30,1            | 29,9            | 23,8            | 17,5            | 9,8             | 4,9             | 16,2            |
| Середній мінімум, °C  | −9,3            | −6,9            | −3,7            | −0,6            | 2,7             | 5,2             | 8,4             | 8,4             | 3,4             | −0,7            | −5              | −7,5            | −0,4            |
| Норма опадів, мм      | 38              | 30              | 30              | 36              | 41              | 28              | 15              | 10              | 20              | 33              | 36              | 36              | 353             |
| --------------------- | --------------- | --------------- | --------------- | --------------- | --------------- | --------------- | --------------- | --------------- | --------------- | --------------- | --------------- | --------------- | --------------- |
| Джерело: Weatherbase  |                 |                 |                 |                 |                 |                 |                 |                 |                 |                 |                 |                 |                 |

## Демографія

### Перепис 2010 року
За даними перепису 2010 року, у місті проживало 267 осіб у 113 домогосподарствах у складі 73 родин. Густота населення становила 219,3 ос./км². Було 138 помешкань, середня густота яких становила 113,4/км². Расовий склад міста: 96,3 % білих, 3,0 % інших рас, а також 0,7 % людей, які зараховують себе до двох або більше рас. Іспанці та латиноамериканці незалежно від раси становили 4,5 % населення.
Із 113 домогосподарств 26,5 % мали дітей віком до 18 років, які жили з батьками; 55,8 % були подружжями, які жили разом; 5,3 % мали господиню без чоловіка; 3,5 % мали господаря без дружини і 35,4 % не були родинами. 29,2 % домогосподарств складалися з однієї особи, у тому числі 11,5 % віком 65 і більше років. У середньому на домогосподарство припадало 2,36 мешканця, а середній розмір родини становив 2,99 особи.
Середній вік жителів міста становив 42,8 року. Із них 25,1 % були віком до 18 років; 8,6 % — від 18 до 24; 18,7 % від 25 до 44; 29,3 % від 45 до 64 і 18,4 % — 65 років або старші. Статевий склад населення: 50,9 % — чоловіки і 49,1 % — жінки.
Середній дохід на одне домашнє господарство  становив 52 713 долари США (медіана — 52 813), а середній дохід на одну сім'ю — 61 267 доларів (медіана — 60 000). Медіана доходів становила 38 750 доларів для чоловіків та 29 375 доларів для жінок. За межею бідності перебувало 25,6 % осіб, у тому числі 15,7 % дітей у віці до 18 років та 8,7 % осіб у віці 65 років та старших.
Цивільне працевлаштоване населення становило 86 осіб. Основні галузі зайнятості: роздрібна торгівля — 19,8 %, освіта, охорона здоров'я та соціальна допомога — 19,8 %, сільське господарство, лісництво, риболовля — 16,3 %, публічна адміністрація — 14,0 %.

### Перепис 2000 року
Згідно з переписом 2000 року, у місті проживало 262 особи в 108 домогосподарствах у складі 65 родин. Густота населення становила 246,7 ос./км². Було 120 помешкань, середня густота яких становила 113,0/км². Расовий склад міста: 99,24 % білих, 0,76 % інших рас. Іспанці та латиноамериканці незалежно від раси становили 2,67 % населення.
Із 108 домогосподарств 30,6 % мали дітей віком до 18 років, які жили з батьками; 55,6 % були подружжями, які жили разом; 3,7 % мали господиню без чоловіка і 38,9 % не були родинами. 30,6 % домогосподарств складалися з однієї особи, у тому числі 13,9 % віком 65 і більше років. У середньому на домогосподарство припадало 2,43 мешканця, а середній розмір родини становив 3,12 особи.
Віковий склад населення: 28,6 % віком до 18 років, 1,9 % від 18 до 24, 22,5 % від 25 до 44, 28,2 % від 45 до 64 і 18,7 % років і старші. Середній вік жителів — 43 роки. Статевий склад населення: 50,8 % — чоловіки і 49,2 % — жінки.
Середній дохід домогосподарств у місті становив $42 375, родин — $40 000. Середній дохід чоловіків становив $43 125 проти $23 750 у жінок. Дохід на душу населення в місті був $24 259. Приблизно 10,3 % родин і 10,2 % населення перебували за межею бідності, включаючи 12,9 % віком до 18 років і 4,2 % від 65 і старших.